# El Muerto, Chihuahua
El Muerto är en ort i Mexiko.   Den ligger i kommunen Guadalupe y Calvo och delstaten Chihuahua, i den nordvästra delen av landet, 1 100 km nordväst om huvudstaden Mexico City. El Muerto ligger 2 576 meter över havet och antalet invånare är 139.
Terrängen runt El Muerto är kuperad, och sluttar västerut. Runt El Muerto är det mycket glesbefolkat, med 6 invånare per kvadratkilometer. Närmaste större samhälle är Turuachi, 11,8 km nordväst om El Muerto. I omgivningarna runt El Muerto växer huvudsakligen savannskog.